# Sárkány és papucs
A Sárkány és papucs 1989-ben bemutatott magyar rajzfilm, mely a Kerekasztal-mondakörben játszódik. Az animációs játékfilm rendezője Hernádi Tibor. A forgatókönyvet Dargay Attila, Kertész Balázs, Mikó István és Nepp József írta, a zenéjét Mikó István és a Pastoral Együttes szerezte. A mozifilm készítője és forgalmazója a Pannónia Filmstúdió. Műfaja filmvígjáték. A cím kétértelmű: nem csak a történet két fő motívumát jelöli meg, de Arthur király és Guinevra (Ginevra) királyné viszonyára is utal. A történet Szerb Antal: Szerelem a palackban című novelláján alapul.
Magyarországon 1990. december 20-án mutatták be a mozikban. 

## Rövid cselekmény
A történetet az udvari bolond dalos-szöveges narrációja kíséri, akinek (talán jogos) meggyőződése a következő:
„Esküszöm, az egész várban

Normálisabb nincsen nálam.”
Camelot vára felett ugyanis gyűlnek a fellegek: Arthur király csak a lovagi tornáknak, a fogadásoknak és lovagjai körében eltöltött lakomáknak él, miközben elhanyagolja szép feleségét, Guinevrát. A királynét megőrjíti a folyamatos csatazaj, így elhatározza, hogy ír Merlinnek, a varázslónak. Ő éppen Indiába készül, de még elküldi a kért szerelmi bájitalt Guinevrának, aki annak rendje és módja szerint pudingba főzi – az egészet, noha a mágus utasításai szerint kis adagokban kellene eljuttatnia elhidegült férjéhez. Az édességre egy nagy G betűt mintáz szilvából.
Az ötlet be is válna, azonban Arthur utálja a szilvát, ezért Peggy, a szobalány szerelme, a legyőzhetetlen Sir Lancelot eszi meg a bűvös édességet. Nyomban bele is szeret a királynéba, akit nem csak az őrületbe kerget szerelmével, de hóbortos ötleteivel a lelkiek mellett még testi sérüléseket is okoz neki. Mivel Merlin már elutazott, az elgyötört Guinevra végül férjénél keres segítséget, akinek mindent bevall, és követeli, hogy küldje el Lancelot-t az udvarból.
Az ürügy az, hogy egy szörnyű sárkány elrabolta Guinevra fél pár papucsát. Lancelot útnak indul, és meg is érkezik a Góliát nevű sárkány barlangjához. Ő éppen békésen horgászik; különben is nyugdíjas, és amúgy semmi oka sem lenne papucsot lopni. A heves lovag támadásait még csak-csak elviseli, de amikor eltörik kedves horgászbotja, fenékbe billenti Lancelot-t. Ekkor a puding csodamód átkerül Góliát Matildka nevezetű házvezetőnőjébe, a vén boszorkányba, aki azonnal beleszerelmesedik a sárkányba. Szerencsétlen Góliát a Loch Ness tóban keres menedéket. Rajta kívül azonban mindenki jól jár: Arthur és Guinevra házassága megjavul, Lancelot pedig végre ráismer igaz szerelmére, Peggyre. Még a lovag hű paripája, a pesszimista és gyáva (realista) Olivér is társra talál a szolgálólány kis csacsija személyében.

## Alkotók
- Rendezte: Hernádi Tibor
- Dialóg rendező: Dargay Attila
- Írta: Dargay Attila, Kertész Balázs, Mikó István, Nepp József
- Dramaturg: Kalmár András
- Zenéjét szerezte: Mikó István és a Pastoral Együttes (Bártfai György, Margit József, Pápai Tamás, Papp Gyula, Walla Ervin)
- Dalszöveg: Kertész Balázs, Mikó István
- Operatőr: Balázs Mária, Losonczy Árpád, Radocsay László, Varga György
- Hangmérnök: Bársony Péter, Nyerges András Imre
- Hangasszisztens: Zsebényi Béla
- Vágó: Hap Magda
- Vágóasszisztens: Völler Ágnes
- Negatívvágó: Tóth Zsuzsa
- Grafikai tervezők: N. Csathó Gizella, Dargay Attila
- Főcím grafika: Orosz István
- Mozdulattervezők: Ádám László, Baksa Tamás, Bánki Katalin, Bodó András, Fülöp Rita, Glück Júlia, Huszák Tibor, Kecskés Magda, Kovács István, Kovács Judit, Madarász Zoltán, Nyírő Erzsébet, Pasitka Hermann, Szabados István, Tikovits János, Tóth Gábor, Tóth Lajos
- Rajzolták: Ádám Imre, Bolfert Csaba, Bozits József, Csóka Melinda, Demeter Andrea, Erdélyi Szilvia, Farkas Balázs, Fritz Zéta, Füzes Richárd, Hegyi Zsuzsa, Horváth László, Kálmán Klára, Kozma Tibor, Mende Zsolt, Musch Erzsébet, Oláh Gábor, Pál Rita, Perei Katalin, Pozsgai Péter, Prell Oszkár, Prunner Gabriella, Rimanóczy Andrea, Szabó Tünde, Szalay Ildikó, Sziráki Krisztina, Turzó Zsuzsa, Varga Andrea, Varga László
- Festették: Bangó Gabriella, Bulyáki Mónika, Eötvös Zsuzsa, Frajtics Zsuzsa, Frei Erika, Garamszegi Zsuzsa, Götz Rita, Gyökössy Kati, Hold Gabriella, Károlyi Borbála, Katona Edit, Kenyherz Gabriella, Kirkovits Andrea, Kiss Jutka, Kurucz Erzsébet, Kustra Zsuzsanna, Melczer Gáborné, Nagy Zsuzsanna, Nánási Eta, Nyakó Mariann, Oláh Anikó, Pénzár Mária, Románcz Éva, Rózsahegyi Erzsébet, Szabó Judit, Tarbay Júlia, Török Orsolya, Varga Anikó, Vata Emőke
- A rendező munkatársai: Hambalkó Lilla, Kurilla Béla
- Rendezőasszisztens: Jehoda Magdolna
- Színes technika: György Erzsébet
- Gyártásvezető: Marsovszky Emőke

- A laboratóriumi munkák a Magyar Filmlaboratórium Vállalatnál készültek
- Készítette a Pannónia Filmstúdió

## Szereplők
- Góliát, a sárkány: Csákányi László
- Sir Lancelot: Gálvölgyi János
- Arthur király: Sztankay István
- Guinevra királyné: Almási Éva
- Peggy, Guinevra szolgálólánya: Halász Judit
- udvari bolond: Mikó István
- Merlin, a varázsló: Feleki Kamill
- Matilda, a boszorkány, Góliát házvezetőnője: Tábori Nóra
- Olivér, Lancelot lova: Tahi Tóth László
- Pelikán, Merlin futárja: Miklósy György
- Sir Kay: Farkas Antal
- Sir Gavain: Tyll Attila, Komlós András
- Főkomornyik: Szoó György
- Peggy szamara: Magda Gabi

## Nézettség
A nézettségi adatok szerint 62 555 jegyet adtak el rá.